# Хінбун
Хінбун — один з районів (лаос. ເມືອງ муанг) провінції Кхаммуан, Лаос.